# Омелові
Омелові, ремнецвітникові (Loranthaceae) — родина рослин з ряду Santalales. Родина містить від 60 до 68 видів, поширених насамперед у тропічних та субтропічних регіонах.

## Опис
Чагарники, як правило, повітряні геміпаразити на інших насіннєвих рослинах, часто поширюються вздовж господаря пагонами (епікортикальне коріння), рідше наземні корене-паразитичні чагарники або дерева, вузли не членисті, голі або волосисті. Листки протилежні або чергуються, прилистки відсутні. Суцвіття кінцеві або пахвові. Квітки зазвичай двостатеві, рідко одностатеві, актиноморфні або зигоморфні, часто яскраво забарвлені. Чашечка прилягає до зав'язі. Пелюстки, як правило, 4–6. Плід — ягода (рідше кістянка або капсула). Насіння одиночне.